# Rafael Tavares
Rafael Tavares dos Santos (* 26. červen 2000, Porto Seguro, Brazílie) je brazilský fotbalový útočník, od léta 2020 do léta 2022 hráč klubu MFK Karviná, kde byl na hostování z Capivariano FC.

## Klubová kariéra

### Mládežnické roky
Tavares je odchovancem Capivariana.

### Capivariano FC
Do prvního týmu Capivariana se k 16. únoru 2021 nepropracoval a tak byl posílán na hostování.

#### FC Spartak Trnava (hostování)
Do slovenské prvoligové Trnavy přišel na téměř dvouleté hostování v srpnu 2018. V sezóně 2018/19 nedostával v prvním týmu tolik prostoru. Odehrál celkem 9 ligových utkání, ve kterých branku nevstřelil. Nastoupil však do jednoho zápasu slovenského národního poháru a protože Trnava v tomto ročníku soutěž vyhrála, je počítáno vítězství i Tavaresovi.
V následující sezóně už si ale dokázal najít v sestavě prvního týmu stabilnější místo, když odehrál 22 ligových zápasů, ve kterých vstřelil dvě branky. Zároveň nastoupil do třech zápasů národního poháru (kde vstřelil jednu branku) a nastoupil také do utkání Česko-Slovenského Superpoháru proti pražské Slavii.
V sezóně 2019/20 se dočkal také premiéry v evropských pohárech, když nastoupil do čtyř kvalifikačních zápasů Evropské ligy ve dvojzápasech proti Radniku Bijeljina a Lokomotivu Plovdiv, vstřelil jednu branku.

#### MFK Karviná (hostování)
V létě 2020 se přesunul na další hostování, tentokrát do české prvoligové Karviné. Zde k 16. únoru 2021 nastoupil do 9 ligových zápasů, ve kterých se dvakrát střelecky prosadil.

## Klubové statistiky
- aktuální k 16. únor 2021

| Tým               | Sezona  | Liga   | Liga   | Pohár  | Pohár  | Evropské poháry | Evropské poháry | Česko-Slovenský Superpohár | Česko-Slovenský Superpohár |
| Tým               | Sezona  | Zápasy | Branky | Zápasy | Branky | Zápasy          | Branky          | Zápasy                     | Branky                     |
| ----------------- | ------- | ------ | ------ | ------ | ------ | --------------- | --------------- | -------------------------- | -------------------------- |
| FC Spartak Trnava | 2018/19 | 9      | 2      | 1      | 0      | -               | -               | -                          | -                          |
| FC Spartak Trnava | 2019/20 | 22     | 2      | 3      | 1      | 4               | 1               | 1                          | 0                          |
| MFK Karviná       | 2020/21 | 9      | 2      | -      | -      | -               | -               | -                          | -                          |
| Celkem            | Celkem  | 40     | 6      | 4      | 1      | 4               | 1               | 1                          | 0                          |

## Úspěchy
- 1x vítěz Slovenského poháru 2018/19